# Ciroyom (Andir)
Ciroyom is een bestuurslaag in het regentschap Kota Bandung van de provincie West-Java, Indonesië. Ciroyom telt 18.035 inwoners (volkstelling 2010).